# Cinzia Monreale
Cinzia Moscone, más conocida por su seudónimo Cinzia Monreale (Génova, 22 de junio de 1957), es una actriz italiana, reconocida por su participación en las películas de terror clásicas Beyond the Darkness y El más allá. Inició su carrera en 1975 con un pequeño papel en la película Son tornate a fiorire le rose. Su última participación se registró en el telefilme de 2010 My House is Full of Mirrors.

## Filmografía

### Cine y televisión
| Año  | Título                                                    | Papel                    | Notas         |
| ---- | --------------------------------------------------------- | ------------------------ | ------------- |
| 1975 | Son tornate a fiorire le rose                             | Gioia                    | Sin acreditar |
| 1976 | Perdutamente tuo... mi firmo Macaluso Carmelo fu Giuseppe | Jessica                  |               |
| 1976 | Quel movimento che mi piace tanto                         | Anna Gilioli             |               |
| 1976 | Per amore di Cesarina                                     | Cesarina                 |               |
| 1978 | Silver Saddle                                             | Margaret Barrett         |               |
| 1978 | Bermuda: Cave of the Sharks                               | Chica en el bote         |               |
| 1979 | Beyond the Darkness                                       | Anna Völkl & Elena Völkl |               |
| 1980 | Flatfoot in Egypt                                         | Connie                   |               |
| 1981 | El más allá                                               | Emily                    |               |
| 1984 | Illusione                                                 |                          |               |
| 1984 | The New Gladiators                                        | Linda                    | Sin acreditar |
| 1986 | La vallée des peupliers                                   | Christiane               |               |
| 1987 | Under the Chinese Restaurant                              |                          |               |
| 1989 | The Sweet House of Horrors                                | Marcia                   |               |
| 1991 | Return From Death                                         | Georgia                  |               |
| 1993 | Nel continente nero                                       | Francesca                |               |
| 1993 | Kreola                                                    | Jo Ann                   |               |
| 1996 | The Stendhal Syndrome                                     |                          |               |
| 1996 | Festival                                                  |                          |               |
| 1997 | Mamma per caso                                            |                          |               |
| 1999 | Il popolo degli uccelli                                   |                          |               |
| 2000 | Under the Skin                                            |                          |               |
| 2000 | Turbo                                                     |                          |               |
| 2000 | When a Man Loves a Woman                                  | Gloria                   |               |
| 2001 | L'accertamento                                            | Elsa                     |               |
| 2002 | La casa dell'angelo                                       |                          |               |
| 2003 | The Cruelest Day                                          |                          |               |
| 2004 | Madre come te                                             |                          |               |
| 2009 | Kommissar Rex                                             |                          |               |
| 2010 | My House is Full of Mirrors                               |                          |               |